# Gran Premio degli Stati Uniti d'America 1971
Il Gran Premio degli Stati Uniti 1971,  XIV Grand Prix of the United States e undicesima e ultima gara del campionato di Formula 1 del 1971, si è svolto il 3 ottobre sul Circuito di Watkins Glen ed è stato vinto da François Cevert su Tyrrell-Ford Cosworth. Due anni più tardi, nel 1973, Francois Cevert perderà la vita su questo stesso circuito che aveva visto la sua unica vittoria in Formula 1.

## Qualifiche
| Pos | No | Pilota               | Costruttore      | Squadra                       | Tempo    | Gap    |
| --- | -- | -------------------- | ---------------- | ----------------------------- | -------- | ------ |
| 1   | 8  | Jackie Stewart       | Tyrrell-Ford     | Elf Team Tyrrell              | 1:42.642 |        |
| 2   | 2  | Emerson Fittipaldi   | Lotus-Ford       | Gold Leaf Team Lotus          | 1:42.659 | +0.017 |
| 3   | 7  | Denny Hulme          | McLaren-Ford     | Bruce McLaren Motor Racing    | 1:42.925 | +0.283 |
| 4   | 5  | Clay Regazzoni       | Ferrari          | Scuderia Ferrari SpA SEFAC    | 1:43.002 | +0.360 |
| 5   | 9  | François Cevert      | Tyrrell-Ford     | Elf Team Tyrrell              | 1:43.152 | +0.510 |
| 6   | 6  | Mario Andretti       | Ferrari          | Scuderia Ferrari SpA SEFAC    | 1:43.195 | +0.553 |
| 7   | 14 | Jo Siffert           | BRM              | Yardley Team BRM              | 1:43.468 | +0.826 |
| 8   | 32 | Jacky Ickx           | Ferrari          | Scuderia Ferrari SpA SEFAC    | 1:43.843 | +1.201 |
| 9   | 11 | Chris Amon           | Matra            | Equipe Matra Sports           | 1:43.970 | +1.328 |
| 10  | 3  | Reine Wisell         | Lotus-Ford       | Gold Leaf Team Lotus          | 1:44.024 | +1.382 |
| 11  | 12 | Jean-Pierre Beltoise | Matra            | Equipe Matra Sports           | 1:44.067 | +1.425 |
| 12  | 25 | Ronnie Peterson      | March-Ford       | STP March Racing Team         | 1:44.193 | +1.551 |
| 13  | 16 | Howden Ganley        | BRM              | Yardley Team BRM              | 1:44.430 | +1.788 |
| 14  | 18 | John Surtees         | Surtees-Ford     | Brooke Bond Oxo Team Surtees  | 1:44.908 | +2.266 |
| 15  | 20 | Mike Hailwood        | Surtees-Ford     | Team Surtees                  | 1:45.094 | +2.452 |
| 16  | 23 | Tim Schenken         | Brabham-Ford     | Motor Racing Developments Ltd | 1:45.110 | +2.468 |
| 17  | 17 | Helmut Marko         | BRM              | Yardley Team BRM              | 1:45.204 | +2.562 |
| 18  | 19 | Sam Posey            | Surtees-Ford     | Team Surtees                  | 1:45.267 | +2.625 |
| 19  | 31 | Mark Donohue         | McLaren-Ford     | Penske-White Racing           | 1:45.378 | +2.736 |
| 20  | 22 | Graham Hill          | Brabham-Ford     | Motor Racing Developments Ltd | 1:45.448 | +2.806 |
| 21  | 10 | Peter Revson         | Tyrrell-Ford     | Elf Team Tyrrell              | 1:45.515 | +2.873 |
| 22  | 21 | Henri Pescarolo      | March-Ford       | Frank Williams Racing Cars    | 1:45.568 | +2.926 |
| 23  | 15 | Peter Gethin         | BRM              | Yardley Team BRM              | 1:45.729 | +3.087 |
| 24  | 31 | David Hobbs          | McLaren-Ford     | Penske-White Racing           | 1:46.270 | +3.628 |
| 25  | 26 | Nanni Galli          | March-Ford       | STP March Racing Team         | 1:46.608 | +3.966 |
| 26  | 28 | John Cannon          | BRM              | Yardley Team BRM              | 1:47.471 | +4.829 |
| 27  | 33 | Skip Barber          | March-Ford       | Gene Mason Racing             | 1:47.673 | +5.031 |
| 28  | 27 | Andrea De Adamich    | March-Alfa Romeo | STP March Racing Team         | 1:47.952 | +5.310 |
| 29  | 19 | Gijs van Lennep      | Surtees-Ford     | Team Surtees                  | 1:48.029 | +5.387 |
| 30  | 24 | Chris Craft          | Brabham-Ford     | Ecurie Evergreen              | 1:48.698 | +6.056 |
| 31  | 29 | Jo Bonnier           | McLaren-Ford     | Ecurie Bonnier                | 1:49.391 | +6.749 |
| 32  | 30 | Pete Lovely          | Lotus-Ford       | Pete Lovely Volkswagen Inc    | 1:52.140 | +9.498 |

## Gara
| Pos | No | Pilota               | Costruttore      | Giri | Tempo/Ritiro        | Pos. Griglia | Punti |
| --- | -- | -------------------- | ---------------- | ---- | ------------------- | ------------ | ----- |
| 1   | 9  | François Cevert      | Tyrrell-Ford     | 59   | 1:43:51.991         | 5            | 9     |
| 2   | 14 | Jo Siffert           | BRM              | 59   | + 40.062            | 7            | 6     |
| 3   | 25 | Ronnie Peterson      | March-Ford       | 59   | + 44.070            | 12           | 4     |
| 4   | 16 | Howden Ganley        | BRM              | 59   | + 56.749            | 13           | 3     |
| 5   | 8  | Jackie Stewart       | Tyrrell-Ford     | 59   | + 1:00.003          | 1            | 2     |
| 6   | 5  | Clay Regazzoni       | Ferrari          | 59   | + 1:16.426          | 4            | 1     |
| 7   | 22 | Graham Hill          | Brabham-Ford     | 58   | + 1 Giro            | 20           |       |
| 8   | 12 | Jean-Pierre Beltoise | Matra            | 58   | + 1 Giro            | 11           |       |
| 9   | 15 | Peter Gethin         | BRM              | 58   | + 1 Giro            | 23           |       |
| 10  | 31 | David Hobbs          | McLaren-Ford     | 58   | + 1 Giro            | 24           |       |
| 11  | 27 | Andrea De Adamich    | March-Alfa Romeo | 57   | + 2 Giri            | 28           |       |
| 12  | 11 | Chris Amon           | Matra            | 57   | + 2 Giri            | 9            |       |
| 13  | 17 | Helmut Marko         | BRM              | 57   | + 2 Giri            | 17           |       |
| 14  | 28 | John Cannon          | BRM              | 56   | + 3 Giri            | 26           |       |
| 15  | 20 | Mike Hailwood        | Surtees-Ford     | 54   | Incidente           | 15           |       |
| 16  | 29 | Jo Bonnier           | McLaren-Ford     | 54   | Mancanza di benzina | 31           |       |
| 17  | 18 | John Surtees         | Surtees-Ford     | 54   | + 5 Giri            | 14           |       |
| NC  | 33 | Skip Barber          | March-Ford       | 52   | Non Classificato    | 27           |       |
| NC  | 32 | Jacky Ickx           | Ferrari          | 49   | Alternatore         | 8            |       |
| NC  | 2  | Emerson Fittipaldi   | Lotus-Ford       | 49   | Non Classificato    | 2            |       |
| NC  | 30 | Pete Lovely          | Lotus-Ford       | 49   | Non Classificato    | 32           |       |
| Ret | 7  | Denny Hulme          | McLaren-Ford     | 47   | Incidente           | 3            |       |
| Ret | 23 | Tim Schenken         | Brabham-Ford     | 41   | Motore              | 16           |       |
| Ret | 24 | Chris Craft          | Brabham-Ford     | 30   | Sospensione         | 30           |       |
| Ret | 19 | Sam Posey            | Surtees-Ford     | 15   | Pistone             | 18           |       |
| Ret | 21 | Henri Pescarolo      | March-Ford       | 23   | Motore              | 22           |       |
| Ret | 26 | Nanni Galli          | March-Ford       | 11   | Ruota               | 25           |       |
| Ret | 3  | Reine Wisell         | Lotus-Ford       | 5    | Freni               | 10           |       |
| Ret | 10 | Peter Revson         | Tyrrell-Ford     | 1    | Frizione            | 21           |       |
| DNS | 6  | Mario Andretti       | Ferrari          |      | Non partito         | 6            |       |
| DNS | 31 | Mark Donohue         | McLaren-Ford     |      | Non partito         | 19           |       |
| DNS | 19 | Gijs van Lennep      | Surtees-Ford     |      | Non partito         | 29           |       |

## Statistiche
Piloti
- 1° e unica vittoria per François Cevert
- 6º e ultimo podio per Jo Siffert
- 1º Gran Premio per Sam Posey
- 1° e unico Gran Premio per John Cannon
- Ultimo Gran Premio per Jo Bonnier, Pete Lovely, Jo Siffert e Chris Craft

Costruttori
- 7° vittoria per la Tyrrell
- 100º Gran Premio per la Brabham

Motori
- 41° vittoria per il motore Ford Cosworth

Giri al comando
- Jackie Stewart (1-13)
- François Cevert (14-59)

## Classifiche

### Piloti
| Pos. | Pilota               | Punti |
| ---- | -------------------- | ----- |
| 1    | Jackie Stewart       | 62    |
| 2    | Ronnie Peterson      | 33    |
| 3    | François Cevert      | 26    |
| 4    | Jacky Ickx           | 19    |
| 5    | Jo Siffert           | 19    |
| 6    | Emerson Fittipaldi   | 16    |
| 7    | Clay Regazzoni       | 13    |
| 8    | Mario Andretti       | 12    |
| 9    | Peter Gethin         | 9     |
| 10   | Pedro Rodríguez      | 9     |
| 11   | Chris Amon           | 9     |
| 12   | Reine Wisell         | 9     |
| 13   | Denny Hulme          | 9     |
| 14   | Tim Schenken         | 5     |
| 15   | Howden Ganley        | 5     |
| 16   | Mark Donohue         | 4     |
| 17   | Henri Pescarolo      | 4     |
| 18   | Mike Hailwood        | 3     |
| 19   | John Surtees         | 3     |
| 20   | Rolf Stommelen       | 3     |
| 21   | Graham Hill          | 2     |
| 22   | Jean-Pierre Beltoise | 1     |

### Costruttori
| Pos. | Team         | Punti |
| ---- | ------------ | ----- |
| 1    | Tyrrell-Ford | 73    |
| 2    | BRM          | 36    |
| 3    | Ferrari      | 33    |
| 4    | March-Ford   | 33    |
| 5    | Lotus-Ford   | 21    |
| 6    | McLaren-Ford | 10    |
| 7    | Matra        | 9     |
| 8    | Surtees-Ford | 8     |
| 9    | Brabham-Ford | 5     |